# Гардзениці-Перші
Гардзениці-Перші (пол. Gardzienice Pierwsze) — село в Польщі, у гміні П'яскі Свідницького повіту Люблінського воєводства.
Населення — 619 осіб (2011).
У 1975-1998 роках село належало до Люблінського воєводства.

## Демографія
Демографічна структура станом на 31 березня 2011 року:
|          | Загалом | Допрацездатний вік | Працездатний вік | Постпрацездатний вік |
| -------- | ------- | ------------------ | ---------------- | -------------------- |
| Чоловіки | 310     | 51                 | 216              | 43                   |
| Жінки    | 309     | 52                 | 162              | 95                   |
| Разом    | 619     | 103                | 378              | 138                  |